# Masakra medyków w Rafah
Masakra medyków w Rafah – masakra, do jakiej doszło 23 marca 2025, kiedy Siły Obronne Izraela (IDF) zaatakowały kilka pojazdów humanitarnych, w tym pięć karetek pogotowia, wóz strażacki oraz pojazd Organizacji Narodów Zjednoczonych (ONZ), na południu muhafazy Rafah w Strefie Gazy. W wyniku tego ataku zginęło co najmniej 15 pracowników pomocy humanitarnej, w tym ośmiu członków Palestyńskiego Czerwonego Półksiężyca, pięciu ratowników cywilnych oraz jeden pracownik agencji ONZ. Ciała większości zaginionych zostały odnalezione dopiero 30 marca w zbiorowej mogile w Rafah, chociaż jeden z ratowników, początkowo uznany za zaginionego, pozostawał w izraelskiej niewoli. Międzynarodowa Federacja Towarzystw Czerwonego Krzyża i Czerwonego Półksiężyca (IFRC) potępiła ataki, określając je jako „najbardziej śmiercionośne” dla jej pracowników od niemal dekady. 

## Atak w Rafah
W dniu 23 marca 2025 w rejonie Al-Hashashin w Strefie Gazy doszło do incydentu z udziałem Sił Obronnych Izraela (IDF), w wyniku którego ostrzelane zostały cztery karetki pogotowia oraz wóz strażacki. Pojazdy te, należące do palestyńskich służb ratunkowych, zostały według świadków zniszczone, a następnie zasypane piaskiem, co według niektórych źródeł miało świadczyć o próbie zatarcia śladów zdarzenia.
Ambulanse zostały wysłane w odpowiedzi na wcześniejsze izraelskie naloty i miały transportować rannych. Po dotarciu na miejsce pojazdy straciły łączność z centralą, a ratownicy, którzy zostali wysłani na poszukiwania zaginionych zespołów, również padli ofiarą ostrzału. W ciągu kolejnych dni odnaleziono ciała ratowników w zbiorowej mogile.
Strona izraelska początkowo oświadczyła, że pojazdy poruszały się w sposób „podejrzany”, bez włączonych świateł i sygnałów alarmowych, oraz że mogły być wykorzystywane przez bojowników Hamasu i Palestyńskiego Islamskiego Dżihadu jako osłona. Zgodnie z tą wersją wydarzeń, podczas ataku miało zginąć m.in. dziewięciu uzbrojonych bojowników, w tym jeden członek Hamasu. Nie przedstawiono jednak dowodów potwierdzających te twierdzenia.
Lekarz sądowy Ahmad Dhaher, który przeprowadził oględziny pięciu ciał ofiar, stwierdził, że ratownicy zostali zabici z bliskiej odległości, a obrażenia – głównie postrzały w głowę i klatkę piersiową – miały charakter „celowy i egzekucyjny”. Rodziny ofiar zgłaszały oznaki nadużyć, takie jak złamane palce, ślady po skrępowaniu kończyn oraz liczne rany postrzałowe.
Materiał wideo odnaleziony na telefonie jednego z zabitych ratowników ukazał moment ostrzału ambulansów i wozu strażackiego – pojazdy były oznaczone i miały włączone sygnały świetlne. Na nagraniu słychać ratownika recytującego szahadę i żegnającego się ze swoją matką. Został on później odnaleziony w zbiorowej mogile z raną postrzałową głowy.
Analiza zdjęć satelitarnych przeprowadzona przez „The New York Times” potwierdziła obecność izraelskiego spychacza w miejscu zdarzenia, co miało sugerować zasypywanie zniszczonych pojazdów i ciał.
Po ujawnieniu nagrania wideo izraelskie wojsko zrewidowało swoją wersję wydarzeń, przyznając, że „popełniono błędy operacyjne”.

## Odpowiedzialni i dowództwo
Według dostępnych informacji, działania te zostały przeprowadzone przez żołnierzy izraelskiej Brygady Golani, operujących wówczas pod dowództwem generała brygady Yehudy Vacha. Oficer ten był wcześniej krytykowany za działania prowadzone w Strefie Gazy, m.in. za tworzenie tzw. „stref śmierci”, w których dochodziło do zabijania cywilów, oraz za wypowiedzi sugerujące brak rozróżnienia między bojownikami a ludnością cywilną. Na miejscu obecni byli również członkowie Jednostki 504 – wydziału wywiadu wojskowego Izraela, oskarżanego przez organizacje praw człowieka o stosowanie brutalnych metod przesłuchań i tortur.

## Odnalezione ciała
Według ONZ, zabici palestyńscy ratownicy zostali pochowani przez izraelskie siły zbrojne w nieoznakowanych grobach. Wyniki sekcji zwłok 15 odnalezionych ciał wskazują, że ofiary zostały postrzelone w górne partie ciała, co sugeruje intencję zabicia.
IFRC zidentyfikowała zaginionych pracowników jako ratowników medycznych, a także ochotników pierwszej pomocy. Organizacja poinformowała również, że jeden ratownik medyczny nadal pozostaje zaginiony. W dniu 13 kwietnia Palestyński Czerwony Półksiężyc potwierdził, że zaginiony ratownik znajduje się w izraelskim areszcie.
Żadne z nazwisk odnalezionych w zbiorowej mogile nie odpowiada osobom, które według IDF miały być „terrorystami” wyeliminowanymi podczas operacji. W przypadku jednego z ciał stwierdzono, że ofiara miała związane ręce.